# Râul Potoc-Remetea
Râul Potoc-Remetea este un afluent al râului Bega. 

## Hărți
- Harta județului Timiș